# Alagoinha (Paraíba)
Pour les articles homonymes, voir Alagoinha.
Alagoinha est une ville brésilienne de l'est de l'État de la Paraíba.
Sa population était estimée à 13 025 habitants en 2007. La municipalité s'étend sur 85 km2.